# 롱 모드
x86-64 컴퓨터 아키텍처에서 롱 모드(long mode)는 64비트 응용 프로그램이 64비트 명령어와 레지스터에 접근할 수 있지만 32비트와 64비트 프로그램이 호환성 하위 모드에서 실행되는 상태를 가리킨다.
x86-64 프로세서는 프로세서가 롱 모드가 아닐 때 하위 모드로 지원되는 리얼 모드와 보호 모드에서 실행하는 동안 IA-32와 비슷하게 동작한다.

## 같이 보기
- x86-64